# Camping sauvach
 (juin 2025).
Si vous disposez d'ouvrages ou d'articles de référence ou si vous connaissez des sites web de qualité traitant du thème abordé ici, merci de compléter l'article en donnant les références utiles à sa vérifiabilité et en les liant à la section « Notes et références ».
Camping Sauvach est un groupe belge de chanson française aux sonorités tziganes et autres rythmes festifs créé en 2003, auto-produit et originaire de Namur.

## Historique
En 2003, Matthieu Hendrick (guitare acoustique) et Pierre-Yves Berhin (accordéon diatonique) créent la première formation (instrumentale) du groupe. Très vite rejoint par Jean-François Durdu (violon), le groupe prendra le nom de "Camping SauvaGE". Après deux ans de tournée en trio, s'opère une évolution vers la formule actuelle qui accueillera 3 autres musiciens (François Dethy : Batterie, Jean-François Hontoir : Basse, Vincent Ricotta : guitare électrique) et un chanteur (Didier Galand).
En 2006, ils sortent leur premier album, Petit Monde, (composé par Pierre-Yves Berhin et Didier Galand), mélange de mélodies à résonance tsigane et manouche. De 2006 à 2008, ils sillonnent les routes belges et étrangères en donnant de multiples représentations, en Festival pour la plupart d'entre elles (Dour, les Francofolies, les Fêtes de Wallonie, Z’accros d’ma rue, EsperanzAh!, Verdur Rock…).
Le groupe partira en tournée au Québec en avril 2006.
En 2008, ils produisent leur deuxième album, Du vent dans les plumes (composé par Pierre-Yves Berhin, Matthieu hendrick & Didier Galand). Dans ce nouvel album, le ska tzigane qui a fait leur succès tient toujours le haut de l’affiche, mais le travail de studio leur a permis d’explorer des sonorités plus électriques, qui font évoluer agréablement le modèle. 
En 2010, après 5 ans de scène et deux albums, Didier Galand décide de quitter le groupe ; il est directement remplacé par Matthieu Jolie, qui compose avec Matthieu hendrick le futur album du groupe (L'Oiseau de nuit). 
En 2012, après 2 ans de travail et une nouvelle collaboration avec Christine Verschorren, "l'oiseau de nuit", troisième album du groupe, voit le jour le 29 février. Il est distribué par PIAS Belgium.
Peu avant la sortie de l'album, François Dethy, batteur du groupe, annonce son départ, il laissera sa place à Augustin Dethier qui assurera la tournée 2012-2013 pour le nouvel album.
L'année 2012 se voit gratifiée d'un spectacle haut en couleur mêlant les groupes Camping Sauvach, Balimurphy, Too Much and the White Nots, Dalton Télégramme & Primitiv. Un plateau partagé où les groupes s'échangent leurs morceaux le temps de 3 représentations en Belgique. Ces trois concerts sont donnés dans le cadre du cinquième anniversaire de la boite SAM BOOKING
En décembre 2012, Vincent Ricotta cesse ses activités de guitariste au sein du groupe. Dans la foulée, Camping Sauvach propose une reprise du "Pornographe" de Georges Brassens disponible gratuitement et exclusivement sur internet. 
En mai 2013 durant la tournée "l'oiseau de nuit", Camping Sauvach présente une "Carte blanche" à la maison de la culture de Namur, en compagnie d'une section cuivre, un trio à cordes, un pianiste et en invités exceptionnels : William Dunker, Li-lo*, & Sinus Georges.
2014 signera la fin du groupe, après la tournée de l'album l'oiseau de nuit, le groupe se sépare et les différents membres se consacrent à leurs projets musicaux extérieurs. 
En janvier 2019, La toute première formation du groupe annonce une courte tournée qui reprendra une compilations des titres du premier et second album. La place de chanteur lors de cette tournée est reprise par Didier Galand, le premier chanteur du groupe. Seul Jean-François Durdu ne sera pas présent sur cette tournée. Il sera remplacé par Juliette Moons au violon.

## Membres actuels du groupe
- Matthieu Hendrick : guitare acoustique, guitare acoustique, backing vocals
- Pierre-Yves Berhin : accordéon diatonique, backing vocals
- Didier Galand : chant (2005-2010, reprise en 2019)
- François Dethy : batterie, percussions (2004-2011, reprise en 2019)
- Jean-François Hontoir : basse électrique, backing vocals (2005-2009, reprise en 2019)
- Vincent Ricotta : guitare électrique (2005-2012, reprise en 2019)
- Juliette Moons : violon (2019)

## Anciens membres
- Jean-François Hontoir : basse électrique, backing vocals (2005-2009)
- David Fisicaro : basse électrique (2009)
- Philippe Dehovre : basse électrique (2009-2010)
- Didier Galand : chant (2005-2010)
- François Dethy : batterie, percussions (2004-2011)
- Jean-François Durdu : violon, alto, synthé (2003-2012)
- Vincent Ricotta : guitare électrique (2005-2012)
- Matthieu Jolie : chant (2010-2014)
- Stephan Mossiat : basse électrique, contrebasse (2010-2014)
- Augustin Dethier : batterie, percussions (2010-2014)

## Musiciens invités
- Sophie Cavez : accordéon diatonique (sur l'album "Petit Monde")
- Bruno Grolet : saxophone alto (sur l'album "Petit Monde")
- Kevin Igo : trombone (sur l'album "Petit Monde")
- Véronique Laurent : euphonium (sur l'album "Petit Monde")
- Marie François : piano (sur l'album "Petit Monde")
- Marjorie Billo : backing vocals (sur les albums "Petit Monde" & "Du vent dans les plumes")
- Remy Decker : bombarde, flûtes (sur l'album "Petit Monde")
- Hugo Adam : Percussions (sur les albums "Du vent dans les plumes" & "l'oiseau de nuit")
- Luca van het Groenewoud : cri (sur l'album "Du vent dans les plumes")
- Christine Verschorren : backing vocals, effects (sur l'album "L'oiseau de nuit")

## Discographie

### Collaborations
- 2006 : Rue de Namur - Rue des Brasseurs - Petit théâtre de Verdur

## Films
- 2007 : Mister Bean's Holiday - T'as d'beaux cieux, (Universal pictures)
- 2009 : Le Repenti - Au P'tit Bonheur, Télévisuelle, (RTL / France 2)